# Guerre entre Rus' et Byzantins (941)
Pour les articles homonymes, voir Siège de Constantinople et Guerre entre Rus' et Byzantins.
Guerres byzantino-Rus'
Batailles
- Expédition des Rus' en Paphlagonie (830)
- Guerre entre Rus' et Byzantins (860)
- Guerre entre Rus' et Byzantins (907)
- Guerre entre Rus' et Byzantins (941)
- Guerre entre Rus' et Byzantins (968-971) (Arcadiopolis (970)
- Dorystolon (971))
- Guerre entre Rus' et Byzantins (1024)
- Guerre entre Rus' et Byzantins (1043)

La guerre entre les Rus’ et les Byzantins (941) se déroula en deux étapes. La première en 941 voit les Rus’ et leurs alliés, les Pétchénègues envahir la Bithynie. Arrivés devant Constantinople, ils durent se retirer après que la flotte de l’empereur Romain Ier a fait usage du feu grégeois. En 943 ou 944, Igor entreprit une deuxième campagne mais le nouvel empereur, Constantin VII, entama des négociations avant leur arrivée devant Constantinople qui se terminèrent par un traité moins favorable aux Kiéviens que celui signé sous Oleg.

## Première campagne (941)
La guerre entre les Rus' et les Byzantins de 941 se déroula sous le règne d'Igor de Kiev. La Correspondance khazare révèle que la campagne fut initiée par les Khazars, qui souhaitaient se venger des Byzantins après les persécutions des Juifs entreprises par l'empereur Romain Lécapène.
Les Rus' qui s'étaient entretemps alliés avec les Petchenègues débarquèrent sur la côte nord de l'Asie Mineure et envahirent la Bithynie en mai 941. Comme à l'accoutumée, ils semblent avoir été bien informés: la capitale impériale était sans défense et vulnérable à une attaque. En effet la flotte byzantine était engagée contre les Arabes en Méditerranée, alors que la majorité de l'armée impériale était stationnée le long des frontières orientales.
Romain Ier (r. 920-944) organisa la défense de Constantinople avec 15 navires pouvant, à l'avant et à l'arrière, lancer le feu grégeois. La flotte d'Igor, qui espérait capturer ces navires ainsi que leurs équipages, encercla ceux-ci. Cependant il ignorait la puissance dévastatrice à laquelle il s'exposait. En un instant, par le biais de tubes, le feu grégeois fut violemment projeté sur les navires rus' et ceux de leurs alliés. Liutprand de Crémone écrit: « Les Rus', en voyant les flammes, sautent par-dessus bord, préférant l'eau au feu. Quelques-uns coulent, alourdis par le poids de leurs équipements, d'autres encore prennent feu ». Les Rus' qui échappèrent à la noyade furent capturés et décapités.
Les Byzantins réussirent ainsi à éliminer la flotte des Rus', mais ne parvinrent pas à empêcher le pillage de l'arrière-pays de Constantinople par les païens, lesquels s'aventurèrent profondément dans le sud jusqu'à Nicomédie, semant la terreur et la désolation.
En septembre, Jean Kourkouas et Bardas Phocas, deux généraux de premier plan, rentrèrent rapidement à Constantinople afin de repousser les envahisseurs. Les Kiéviens transférèrent promptement leurs opérations en Thrace, et y déplacèrent ce qui restait de leur flotte. Sur le point de se retirer, chargés de trophées, ils furent interceptés par la marine byzantine commandée par Théophane.
Les écrits byzantins rapportent que les Rus' perdirent l'ensemble de leur flotte dans cette attaque surprise, au point que seule une poignée de bateaux parvint à rentrer à leurs bases en Crimée. Les prisonniers furent emmenés à la capitale et décapités.

## Deuxième campagne et traité de paix (944/945)
Ne se laissant pas décourager par cet échec, Igor se lança, en 943 ou 944, à l’assaut du littoral de la Caspienne et de la Transcaucasie, puis en 945 à l’assaut de Constantinople. Cette fois, l'empereur n’attendit pas que les Rus’ soient aux portes de la capitale. Il envoya une ambassade rencontrer les Rus’ sur le Danube pour négocier une entente.
Le texte de ce traité, tel que préservé dans la Chronique des temps passés, contient une liste des plénipotentiaires rus’ dont plus de cinquante sont nommés et dont les noms sont en majorité d’origine scandinave. Curieusement, il est moins favorable aux Rous’ que celui signé sous Oleg.
Des délégués rous’ (droujinniks, c.a.d. membres de la droujina) vinrent à Constantinople sceller cette entente. La Chronique rapporte que certains de ces plénipotentiaires prêtèrent serment « selon la loi rus’ », c’est-à-dire « par leur arme et Peroun, leur dieu, ainsi que par Volos, le dieu du bétail » alors que d’autres invoquèrent le Dieu des chrétiens, témoignage à l’effet qu’une partie de l’élite rus’ était déjà christianisée.
Outre Olga, l’épouse d’Igor, deux autres archontesses sont mentionnées : Predslava, l’épouse de Volodislav et Sphandra, l’épouse d’Uleb. Il n’est pas certain si cette double paire de noms (respectivement slave et scandinave) se rapporte à des parents d’Igor du côté de Riourik ou représentent une autre famille régnante.
Le traité de 944/945 reprend plusieurs clauses d’ententes précédentes. Les Rus’ promettent de ne pas attaquer Chersonèse, une enclave byzantine de Crimée (article 8). L’embouchure du Dniepr (Beloberejye) devait être administrée conjointement ; toutefois, il était interdit aux Rus’ d’y passer l’hiver ou de maltraiter les pêcheurs de Chersonèse (article 12).
L’article 2 contient de nouvelles provisions concernant le droit maritime. Pour distinguer les honnêtes marchands des pilleurs, chaque vaisseau rus’ devait être muni d’une charte émise par le prince de Kiev stipulant combien de marins et combien de navires se dirigeaient vers Constantinople. À défaut de quoi, les vaisseaux rus’ pouvaient être appréhendés par les autorités impériales.